# Carl von Winterfeld
Carl Georg August Vivigens von Winterfeld (28. januar 1784 i Berlin – 19. februar 1852 samme sted) var en tysk musikvidenskabsmand der angives at være en af Thomas Laubs inspirationskilder.

Winterfeld studerede jura i Halle og blev 1811 ansat som kammerretsassessor i Berlin; han blev senere forflyttet til Breslau, hvor han foruden at passe sit juridiske embede ledede musikafdelingen ved
universitetsbiblioteket. Han kom senere til Berlin som "obertribunalrath" i 1832, hvor han blev pensioneret 1847 og
levede sine sidste år udelukkende for musikhistoriske studier, som han med iver havde drevet hele sin embedstid igennem.
Winterfelds musikhistoriske hovedinteresse var tiden omkring Palestrina og hans samtidige og efterfølgere på evangelisk grund i den strenge kirkestil. Om Palestrina udgav han et værk i 1832. Hovedværkerne er dog det i 1834 udgivne Johannes Gabrieli und sein Zeitalter (Giovanni Gabrieli), i hvilket den såkaldte venetianske skole i musikken får en indgående behandling, samt Der evangelische Kirchengesang (1843—47), der danner et eminent forarbejde til den protestantiske koralsangs historiske behandling.
Foruden en række mindre arbejder om kirkesangen udgav Winterfeld desuden undersøgelser over afsnit af operaens historie. Winterfeld var ivrigsamler af musikologiske værker; hans righoldige samling skænkedes til Berlin-biblioteket Staatsbibliothek zu Berlin. 1839 blev han æresmedlem af Akademie der Künste.
Winterfeld var en af Thomas Laubs inspirationskilder til den kirkesangsreform han var en ledende kraft for i slutningen af 1800-tallet; to andre var Johannes Zahn og Gottlieb von Tucher.

## Skrifter
- Johannes Pierluigi von Palestrina (Breslau, 1832)
- Johannes Gabrieli und sein Zeitalter (Berlin, 1834)
- Dr. Martin Luthers deutsche geistliche Lieder (Leipzig, 1840)
- Der evangelische Kirchengesang und sein Verhältniss zur Kunst des Tonsatzes (Leipzig, 1843–47)
- Zur Geschichte heiliger Tonkunst (Leipzig, 1850–52)